# Millom Castle

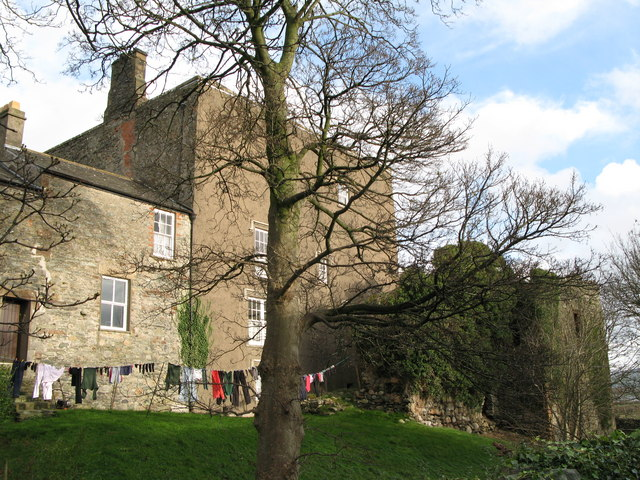
Millom Castle

Millom Castle ist eine Burgruine im Dorf Millom in der englischen Grafschaft Cumbria. English Heritage hat sie als historisches Bauwerk I. Grades gelistet und sie gilt als Scheduled Monument.

## Geschichte
Um 1134 erhielt Godard de Boyvill, bereits Besitzer der Grundherrschaft Millom, eine Grundherrschaft auf dem Gelände der heutigen Burgruine. Um 1240 kam diese Grundherrschaft in den Besitz der Familie Hudleston, als Boyvills Enkelin in diese Familie einheiratete. John Hudleston erhielt 1335 die königliche Erlaubnis, sein Herrenhaus zu befestigen (engl.: Licence to Crenellate). Der große Turm stammt aus dem 16. oder 17. Jahrhundert. Er wurde 1648, im englischen Bürgerkrieg, bei einem Artillerieangriff stark beschädigt.
1739 befanden sich die Mauern der Burg in verfallenem Zustand. Der große Turm ist heute ein Bauernhaus.